# Sterling K. Brown

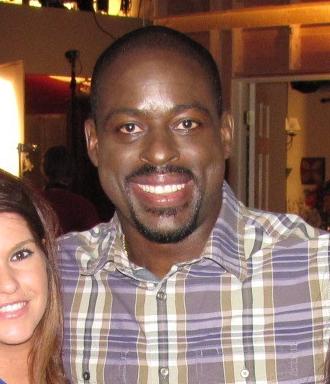
Sterling K. Brown

Sterling K. Brown (Saint Louis (Missouri), 5 april 1976) is een Amerikaans acteur.

## Biografie
Brown studeerde af met een Bachelor of Arts aan de Stanford-universiteit in Stanford (Californië). Hierna haalde hij zijn master of fine arts aan de New York-universiteit in New York. Tijdens zijn studietijd was hij actief als acteur in lokale theaters. 
Brown begon in 2002 met acteren in de film Brown Sugar, waarna hij nog meerdere rollen speelde in films en televisieseries. Hij is vooral bekend van zijn rol als Roland Burton in de televisieserie Army Wives waar hij in 107 afleveringen speelde (2007-2013). 

## Filmografie

### Films
Uitgezonderd korte films.
- 2024: Atlas - als kolonel Elias Banks
- 2023: American Fiction - als Clifford "Cliff" Ellison
- 2022: Biosphere - als Ray
- 2022: Honk for Jesus. Save Your Soul. - als Lee-Curtis Childs
- 2021: The Normal Heart - als Ned Weeks
- 2020: The Rhythm Section - als Mark Serra
- 2019: Frozen II - als luitenant Matthias (stem)
- 2019: Waves - als Ronald
- 2019: The Angry Birds Movie 2 - als Garry (stem)
- 2018: The Predator - als Traeger
- 2018: Hotel Artemis - als Waikiki
- 2018: XXIII Olympic Winter Games: Always Start with the Dreams - als verteller
- 2018: Black Panther - als N'Jobu
- 2017: Marshall - als Joseph Spell
- 2017: A Bunch of Dicks - als Warren
- 2016: Spaceman - als Rodney Scott
- 2016: Whiskey Tango Foxtrot - als sergeant Hurd
- 2015: Mojave - als rechercheur Fletcher
- 2014: Galyntine - als Samhir
- 2013: The Suspect – als de andere verdachte
- 2011: Our Idiot Brother – als Omar
- 2008: Righteous Kill – als Rogers
- 2006: The Favor – als politieagent
- 2005: Stay – als Frederick / Devon
- 2005: Trust the Man – als Rand
- 2002: Brown Sugar – als college

### Televisieseries
Uitgezonderd eenmalige gastrollen.
- 2023-2024: Invincible - als diverse stemmen - 5 afl.
- 2022-2023: Interrupting Chicken - als papa - 9 afl.
- 2021-2022: Solar Opposites - als Halk - 10 afl.
- 2016-2022: This Is Us - als Randall Pearson - 106 afl.
- 2021: Lincoln: Divided We Stand - als verteller - 6 afl.
- 2020: Big Mouth - als Michael Angelo (stem) - 3 afl.
- 2020: Kipo and the Age of Wonderbeasts - als Lio Oak (stem) - 17 afl.
- 2019: The Marvelous Mrs. Maisel - als Reggie - 4 afl.
- 2017: Insecure - als Lionel - 2 afl.
- 2016: American Crime Story - als Christopher Darden - 10 afl.
- 2007-2013: Army Wives – als Roland Burton – 108 afl.
- 2012-2013: Person of Interest – als rechercheur Cal Beecher – 6 afl.
- 2006-2007: Supernatural – als Gordon Walker – 4 afl.
- 2005: Starved – als Adam Williams – 7 afl.
- 2002-2004: Third Watch – als officier Dade – 6 afl.

- Gemeinsame Normdatei: 1145330185
- International Standard Name Identifier: 0000 0004 6783 7526
- Library of Congress Control Number: n2013065232
- MusicBrainz: d58f5610-3753-456e-97db-962ff380082d
- Système universitaire de documentation: 200472607
- Virtual International Authority File: 305362721
- WorldCat: E39PBJcWqHJtWhDkpTQTBVMHG3